# فرشينا تي
فرشينا تي (بالروسية: Вершина Теи) هي مدينة في جمهورية خقاسيا في روسيا.
يبلغ عدد سكانها حوالي 4286   نسمة.